# CTL Logistics
CTL Logistics S.A. (VKM: CTL), dříve Chem Trans Logistics, je polská mateřská firma holdingu, do kterého patří několik společností zabývajících se logistikou. Základním kamenem činnosti skupiny CTL Logistic je přitom železniční nákladní doprava.

## Historie

### Vznik společnosti
Firmu Chem Trans Logistics současně se společností Petro Carbo Chem (dnešní PCC SE, vlastník polského dopravce PCC Rail) založil v roce 1992 Jarosław Pawluk a Waldemar Preussner. Chem Trans Logistics se profilovala jako spediční firma především pro železniční dopravu ve směru východ - západ a v souvislosti s tím se zabývala překládkou mezi širokým a normálním rozchodem na východní hranici Polska. V polovině 90. let se pak zakladatelé podělili o obě společnosti a jediným vlastníkem CTL zůstal Jarosław Pawluk, zatímco Waldemar Preussner si ponechal PCC.

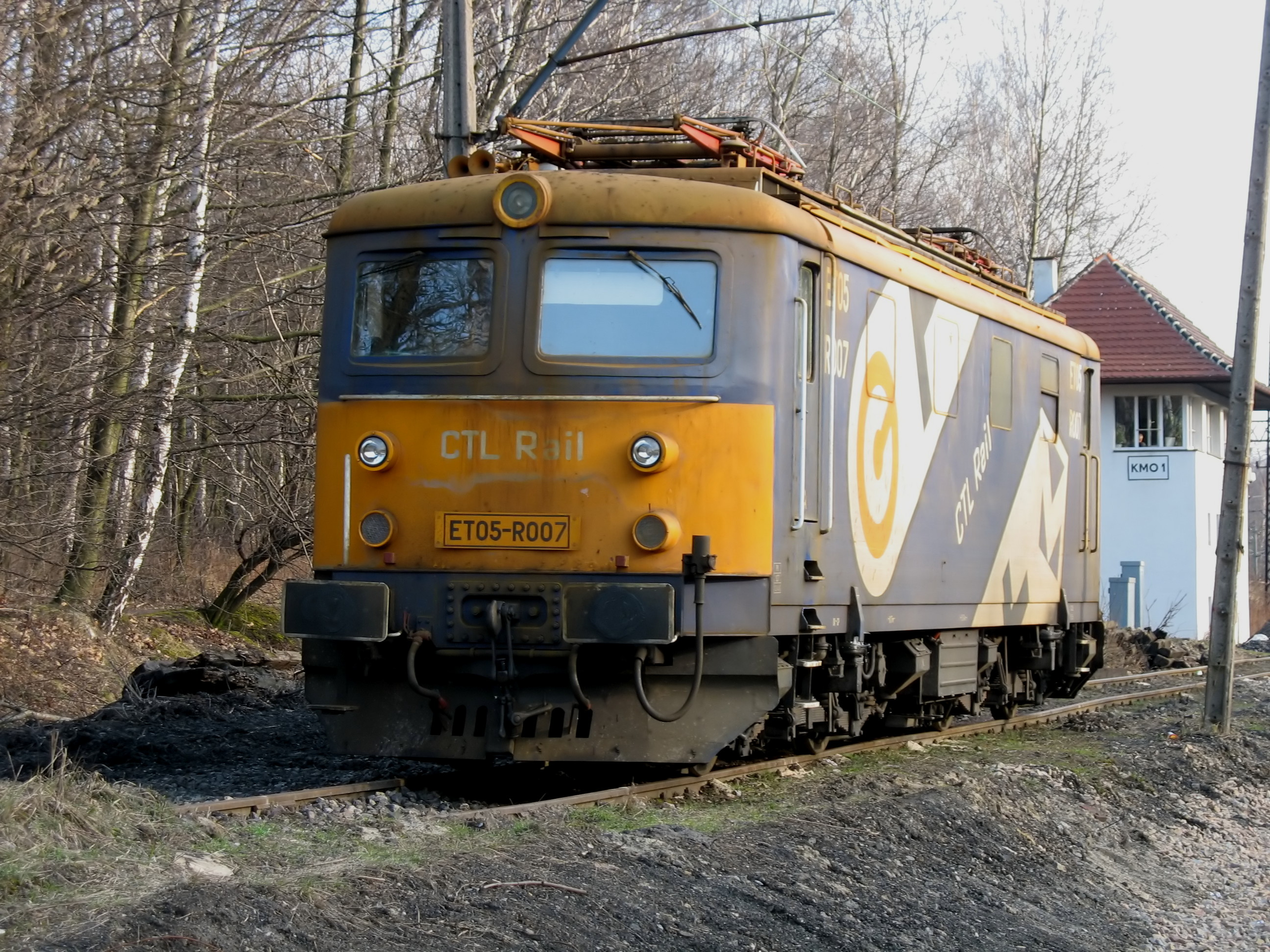
Lokomotiva řady ET05 (ex 121 ZSSK)

### Z CTL se stává dopravce
K výrazné změně v charakteru činnosti firmy dochází v roce 2002, kdy CTL zakoupila společnost Kopalnia piasku Maczki-Bór, významného lokálního dopravce a provozovatele dráhy v Horním Slezsku. Prostřednictvím této firmy vstoupila společnost CTL se svými vlaky na veřejnou síť PKP PLK.
V roce 2003 zahájila společnost CTL mezinárodní dopravu vlaků přes polsko-německou hranici, zpočátku ve spolupráci s německým dopravcem rail4chem. V roce 2004 pak zakoupila německého dopravce Rent a Train GmbH a zahájila tak provozování drážní dopravy také na území Německa. Název firmy Rent a Train GmbH byl poté změněn na CTL Rail GmbH. 3. září pak CTL Logistics - prostřednictvím dcery CTL Rail GmbH - získala osvědčení dopravce pro nizozemskou železniční síť provozovatele dráhy ProRail.
Mezi vedlejší aktivity holdingu patří také provozování dráhy. Nejvýznamnějším podnikem skupiny CTL v této oblasti je společnost CTL Maczki-Bór, které je manažerem infrastruktury na části sítě tzv. pískových drah v Horním Slezsku.

### Vstup Bridgepoint do CTL
21. listopadu 2007 byla podepsána smlouva, na základě které 75 % akcií CTL Logistics odkoupí britský investiční fond Bridgepoint Capital. Zbývající podíl 25 % nadále zůstává v rukou zakladatele Jarosława Pawluka.

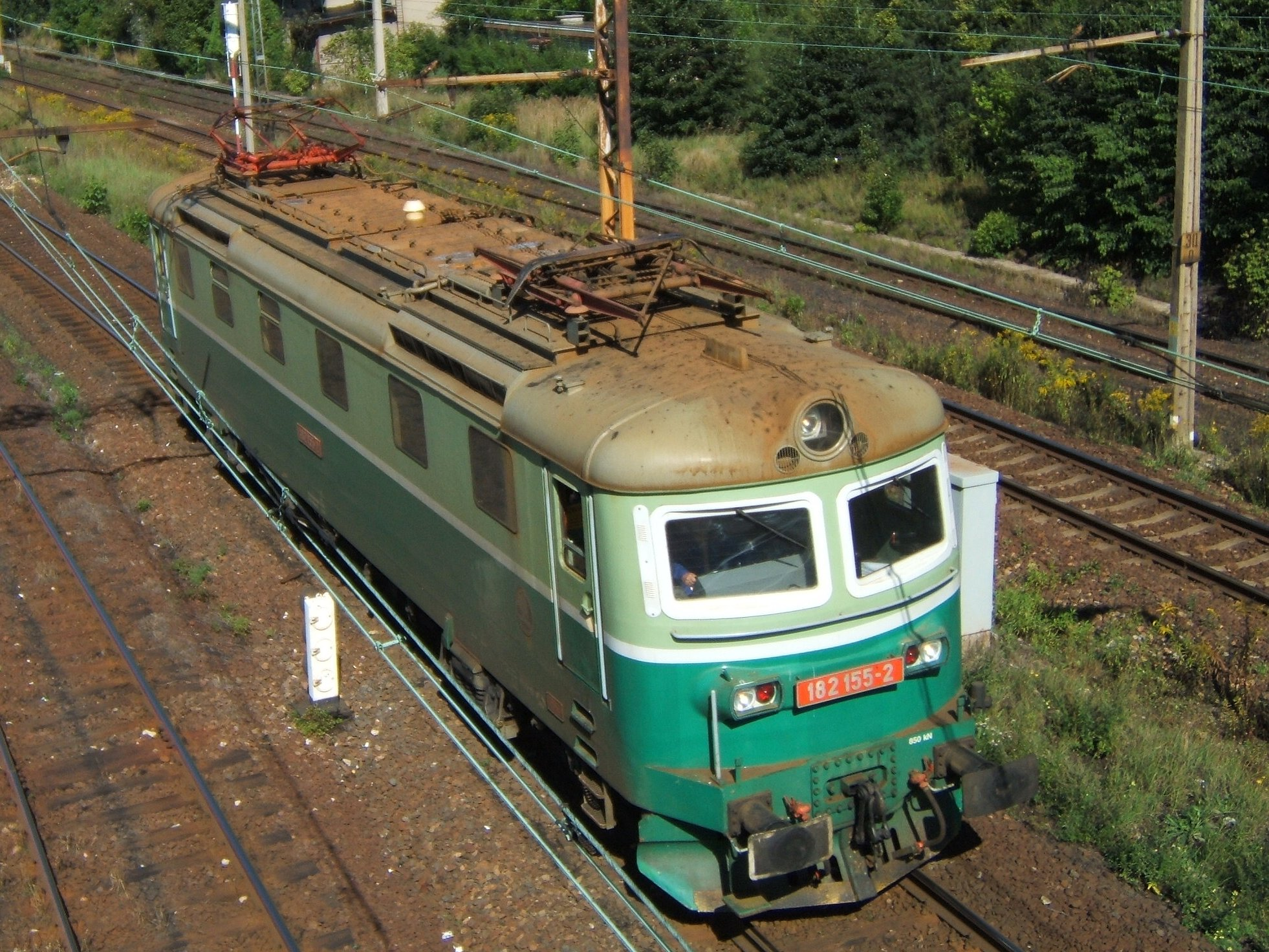
Lokomotiva řady 182 pronajatá od Českých drah

## Park vozidel

### Elektrické lokomotivy
- řada 182 (dlouhodobý pronájem od Českých drah)[8][9]
- řada ET05 (ex řada 121 slovenské Železničné spoločnosti)[10]
- řada ET13 (ex řada 140 slovenské Železničné spoločnosti)[11]
- řada ET21 (ex Kopalnia Piasku Maczki-Bór)[12][13]
- řada ET22 (lokomotivy pocházejí od PKP nebo od marockých železnic ONCF)[12][14]
- řada ES64F4 (pronájem od společnosti Dispolok)[12]

### Motorové lokomotivy
- řada S200 (výrobce ČKD Praha)[15]
- řada SM42 polské výroby[16]
- řada ST43 rumunské výroby[17], některé byly odkoupeny od německého dopravce Karsdorfer Eisenbahngeselschaft[12]
- řada ST44 (lokomotivy typu M62 sovětské výroby)[18]
- řada TEM2 sovětské výroby (lokomotivka Brjansk)[12][19]